# Antonietta Meo
Antonietta Meo (Roma, 15 de dezembro de 1930 - Roma, 3 de julho de 1937), era uma garota italiana que pode se tornar a pessoa mais jovem a caminho da santidade que é um confessor (não um mártir) canonizado pela Igreja Católica Romana.

## Biografia

### Vida
Antonietta foi criada em uma família de classe média alta em Roma como a filha mais nova de Michele e Maria Meo. Ela foi apelidada de "Nennolina". Frequentou escolas católicas e destacou-se como uma menina ativa e carismática que conduzia seus companheiros de brincadeira em todos os seus jogos, mesmo depois de ficar doente, e era popular com eles por causa de sua gentileza. Seus professores disseram que ela era uma criança como as outras crianças, mas se destacou por seu charme pessoal, seu senso de humor e a alegria de sua personalidade.
Ela foi diagnosticada com osteossarcoma, uma forma agressiva de câncer ósseo, aos cinco anos de idade, depois que ela caiu e machucou o joelho e a lesão não cicatrizou. Quando sua perna teve que ser amputada, ela suportou a provação "alegremente". Ela estava equipada com uma pesada perna artificial para poder continuar brincando com outros jovens. Teólogos católicos a chamam de "mística" porque a menina de seis anos escreveu cartas "extraordinárias" para Jesus Cristo nos últimos meses de sua vida, que mostravam compreensão e ações além do normal para uma criança de sua idade. "Querido menino Jesus, você é santo, você é bom", ela escreveu em uma das cartas. "Ajude-me, conceda-me sua graçae me devolva minha perna. Se você não quiser, então a sua vontade será feita.".
No começo, ela ditou cartas para sua mãe; mais tarde ela escreveu poemas e cartas e deixou cada um ao pé de seu crucifixo. Em outra carta ela escreveu: "Querido Jesus, eu te amo muito. Eu quero me abandonar em suas mãos. Eu quero me abandonar em seus braços. Faça comigo o que você quer. Ajude-me com sua graça .Você me ajuda, desde que sem sua graça, eu não sou nada". Ela escreveu ou ditou mais de 100 cartas para Jesus ou para a Virgem Maria, descrevendo "visões sagradas" em muitas delas. Após a missa, as pessoas às vezes a viram se aproximar do tabernáculo e dizer: "Jesus, venha brincar comigo!" .
A criança viu a perda de sua perna como um sacrifício a Jesus pela conversão dos pecadores. "Estou muito feliz que Jesus tenha me dado este problema para que eu possa ser o mais querido dele", disse ela ao pai, Michele, depois que sua perna foi amputada." Dor é como tecido, quanto mais forte, mais vale a pena", disse ela ao pai. Ela disse a seu guia espiritual: "Por um instante, deito-me sobre a ferida, para oferecer mais dor a Jesus", e disse à mãe: "Quando você sente dor, precisa ficar quieto e oferecê-la a Jesus por um tempo". Jesus sofreu muito por nós, mas não cometeu nenhum pecado: Ele era Deus. Como poderíamos reclamar, nós que somos pecadores e sempre ofendê-lo? ", foi batizada na Igreja Católica, fez sua primeira confissão, foi confirmada e fez sua primeira comunhão antes de sua morte. Ela também recebeu extrema unção, os últimos rituais, em junho de 1937.

### Morte
Ela insistiu em escrever uma última carta a Jesus alguns dias antes de sua morte, embora tenha sido interrompida quando teve que vomitar. Nela, ela pediu a Jesus que cuidasse de todos que amava e pediu força para suportar sua dor. Ela terminou a carta com as palavras "Sua garotinha lhe manda muitos beijos". Ela disse à mãe quando chegou a hora de ela morrer. "Em poucas horas, vou morrer, mas não vou mais sofrer, e você não deve chorar. Eu deveria ter vivido mais alguns dias, mas Santa Teresa do Menino Jesus disse: "já chega!" . Após a morte da criança, sua mãe teve uma visão de Antonietta em um estado glorificado que lhe assegurou que a criança estava agora no céu.

## Esforços de canonização

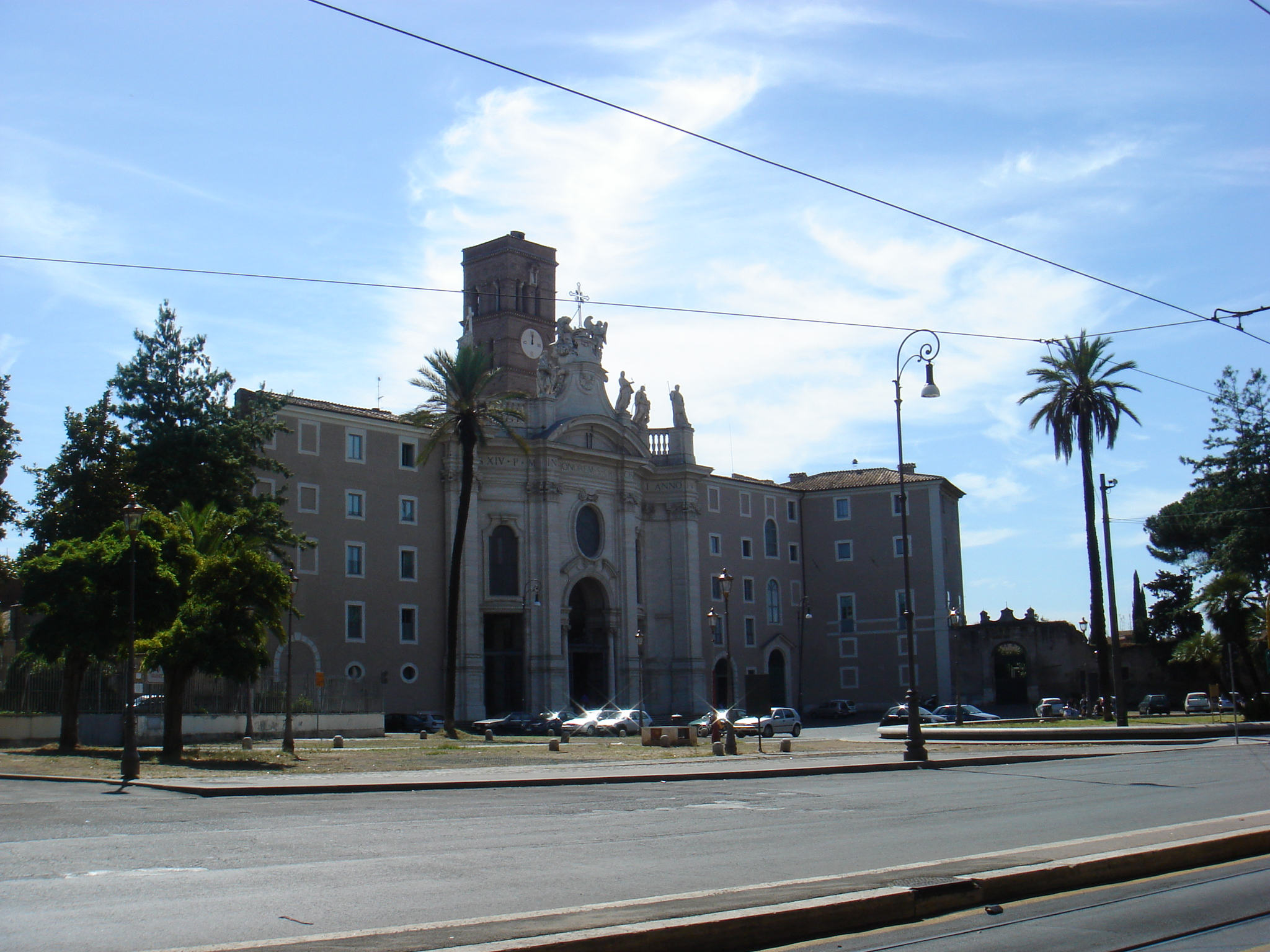
Um santuário para Antonietta Meo está localizado na Basílica de Santa Cruz em Jerusalém em Roma

Esforços para torná-la santa começaram logo após sua morte. Seu caso foi encaminhado à Congregação para a Promulgação dos Santos em maio de 1972. O Papa Bento XVI aprovou um decreto em 17 de dezembro de 2007, setenta anos depois de sua morte, elogiando as "virtudes heróicas" da menina e aprovando o processo. para começar a declará-la santa. Uma vez que o papa reconhece as "virtudes heróicas" de um candidato, ele é chamado de "Venerável Servo de Deus" . O processo requer dois milagres aprovados para primeiro beatificá- la e depois canonizá-la como santa. Um milagre já foi atribuído a Antonietta. Uma mulher indiana alegou que ela foi curada de hepatite C depois de rezar para Antonietta.

## Outros jovens santos
Outros jovens foram canonizados como santos. Com quatorze anos, São Pancrácio de Roma foi decapitado em 304 dC depois que ele se tornou cristão, e Santa Bladina de Lyon tinha quinze anos quando foi jogada aos leões em 177 dC. A santa mais jovem canonizada pela Igreja Católica Romana nos tempos modernos é Maria Goretti, que morreu em 1902 aos onze anos e foi canonizada em 1950 como "virgem e mártir". O santo mais jovem, que não é um mártir, é São Domingos Sávio, que estudou para o sacerdócio, mas morreu de pleurisia aos quatorze anos de idade em 1857. Ele foi canonizado em 1954.
A Congregação do Vaticano para os Santos exigiu anteriormente que um candidato à santidade alcançasse algum nível de maturidade. Ele relaxou essas regras em 1981 e declarou que "é possível falar de um ser humano sendo precoce em seu senso de bem e mal". Os videntes de Fátima, Jacinta e Francisco Marto, que morreram nas idades de nove e dez anos respectivamente em 1919 e 1920, foram beatificados pelo Papa João Paulo II em 2000 e canonizados em 13 de maio de 2017 pelo Papa Francisco.